# Merida, Leyte

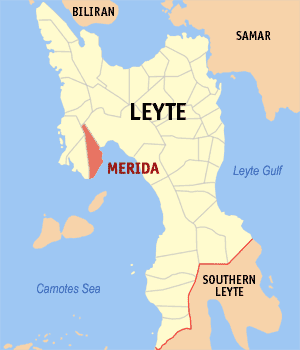
Bản đồ Leyte với vị trí của Merida

Merida là một đô thị hạng 4 ở tỉnh Leyte, Philippines. Theo điều tra dân số năm 2000 của Philipin, đô thị này có dân số 25.326 người trong 5.622 hộ.

## Các đơn vị hành chính
Merida được chia ra 22 barangay.
| - Binabaye - Cabaliwan - Calunangan - Calunasan - Cambalong - Can-unzo - Canbantug - Casilda - Lamanoc - Libas - Libjo | - Lundag - Mahalit - Mahayag - Masumbang - Poblacion - Puerto Bello - San Isidro - San Jose - Macario - Tubod - Mat-e |